# Dear Santa (EP)
Dear Santa è il terzo EP del gruppo sudcoreano Girls' Generation-TTS. È stato pubblicato dal SM Entertainment il 4 dicembre 2015.

## Tracce
1. Dear Santa(Coreano) – 3:58
2. I Like The Way – 3:12
3. 겨울을 닮은 너 Winter Story – 3:22
4. Merry Christmas – 3:44
5. 첫눈처럼 First Snow – 3:14
6. Dear Santa(Inglese) – 3:58

## Date di pubblicazione
| Nazione       | Data            | Formato              | Edizione                     | Etichetta        |
| ------------- | --------------- | -------------------- | ---------------------------- | ---------------- |
| Corea del Sud | 4 dicembre 2015 | CD, Digital Download | "Dear Santa - X-Mas Special" | SM Entertainment |